# Škoda 24Tr
Škoda 24Tr (pro západní Evropu Irisbus Škoda 24Tr) je nízkopodlažní trolejbus, který byl vyráběn v letech 2003 až 2014 českou společností Škoda Electric s použitím karoserie od firmy Irisbus.

## Konstrukce

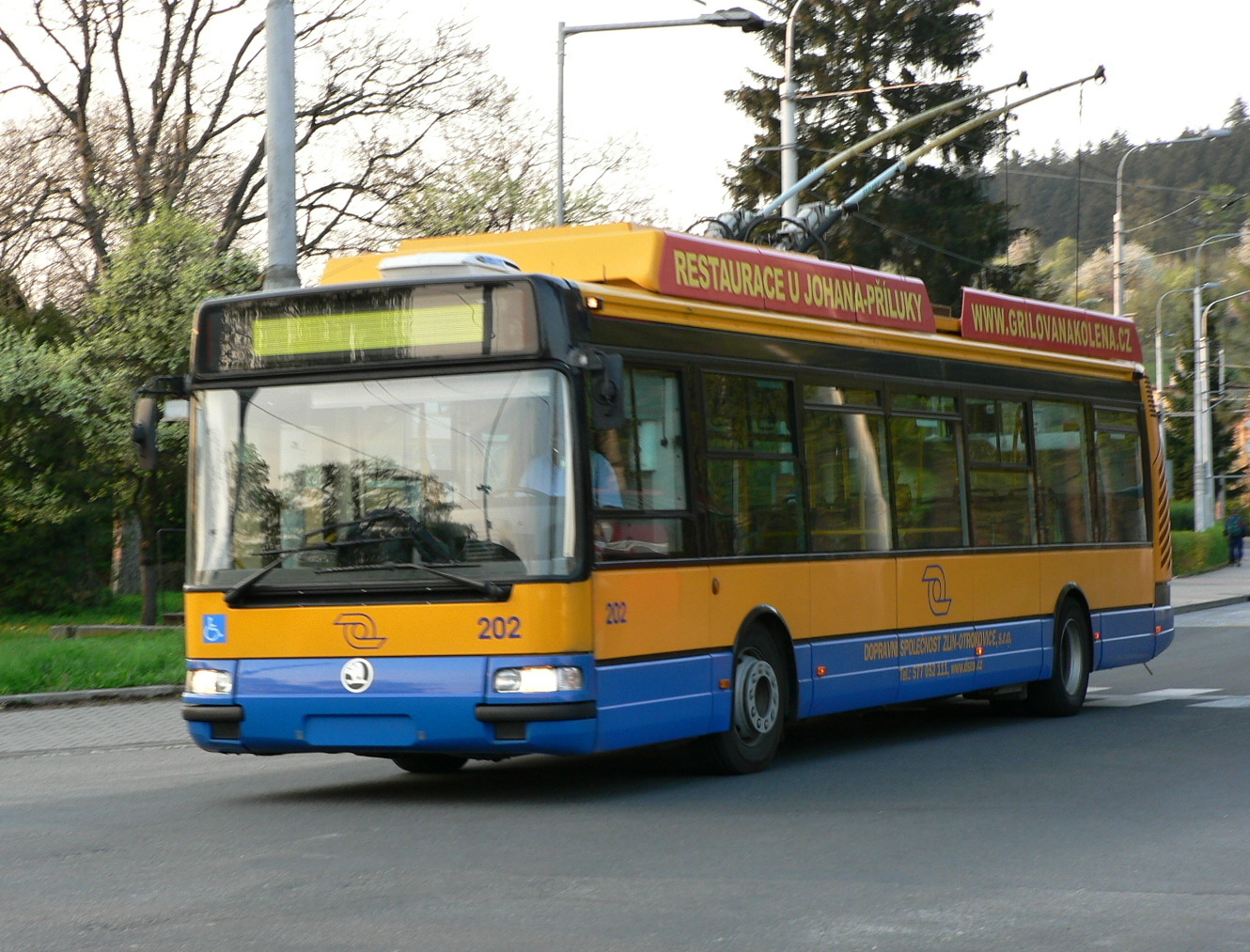
Trolejbus Škoda 24Tr s karoserií Citybus ve Zlíně

Vozy 24Tr využívají karoserií autobusů Irisbus Citybus 12M a Citelis 12M. Jedná se o dvounápravový trolejbus se samonosnou karoserií. Interiér vozu je v celé délce nízkopodlažní, pouze sedačky jsou v zadní části umístěny na vyvýšeném stupínku. Díky kneelingu (schopnost vypustit vzduch z pravé strany vypružení) lze nástupní hranu vozidla v zastávce ještě více snížit. V pravé bočnici se nacházejí troje dvoukřídlé skládací dveře, které disponují poptávkovým otvíráním. Elektrická výzbroj na bázi IGBT tranzistorů je umístěna v kontejnerech na střeše.
Na přání zákazníka je možné trolejbus vybavit pomocným dieselagregátem nebo trakční akumulátorovou NiCd baterií. Takto vybavené vozy mají mohou omezeně jet i v úsecích, kde není vybudováno trolejové vedení, což je využíváno např. při objížďkách, někde však i na pravidelných linkách.
První postavené vozy 24Tr měly karoserii typu Citybus (z varianty poháněné CNG a tedy se zesílenou střechou). Z důvodu ukončení výroby tohoto typu a jeho nahrazením modernějším autobusem Citelis, mají i trolejbusy 24Tr vyrobené od závěru roku 2005 vozovou skříň tohoto typu. Do konce roku 2007 se jednalo o model Citelis 1A, od té doby je využívána upravená karoserie Citelis 1B. Ta oproti typu 1A s přední tuhou nápravou disponuje přední výkyvnou polonápravou, což umožnilo rozšířit uličku mezi prvními a druhými dveřmi. Vozy s touto karoserií, někdy označované jako 24TrBT, také mají upravenou elektrickou výzbroj a odlišnou zástavbu střechy s plastovými kryty. Vozy s pomocným dieselovým agregátem mají zabudovaný motor splňující normu EURO 4. První vyrobeným vozem Citelis 1B (včetně dieselagregátu) se stal plzeňský trolejbus evidenčního čísla 507.

## Prototyp

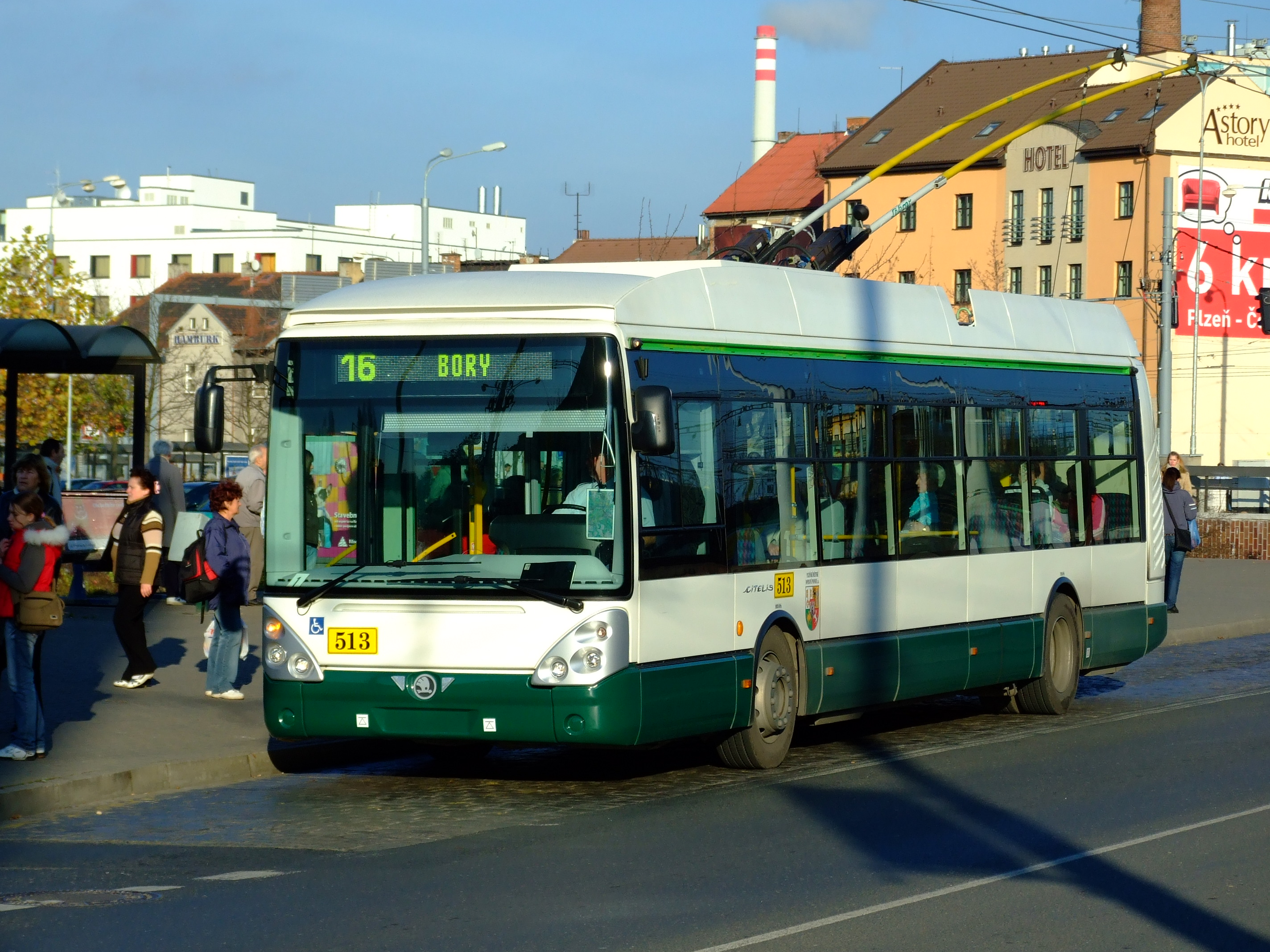
Trolejbus Škoda 24Tr v Plzni

Prototyp trolejbusu 24Tr vybavený akumulátorovou baterií pro nouzový pojezd byl odborné veřejnosti představen 25. září 2003 v areálu Škoda Electric v Plzni. Následovaly rozsáhlé zkoušky (i jízdy s cestujícími) v síti plzeňských trolejbusů (do dubna 2004). Poté vůz absolvoval předváděcí jízdy po celém Česku a také ve Bratislavě. Na podzim téhož roku byl odprodán do Mariánských Lázní, čímž byla zahájena obnova tamějšího zastaralého vozového parku. Prototyp vozu 24Tr obdržel evidenční číslo 51 a v pravidelném provozu vydržel do jara 2020, kdy byl v souvislosti s dodávkami vozů Škoda 30Tr odstaven.

## Dodávky trolejbusů
Výroba trolejbusů 24Tr probíhala v letech 2003–2014.
| Současný stát | Město             | Článek | Karoserie  | Roky dodávek | Počet vozů | Evidenční čísla při dodání   | Poznámky                                   | Zdroj  |
| ------------- | ----------------- | ------ | ---------- | ------------ | ---------- | ---------------------------- | ------------------------------------------ | ------ |
| Česko         | Jihlava           | článek | Citybus    | 2005         | 1          | 62                           |                                            | [ 5 ]  |
| Česko         | Jihlava           | článek | Citelis 1A | 2006–2007    | 5          | 63–67                        |                                            | [ 5 ]  |
| Česko         | Mariánské Lázně   | článek | Citybus    | 2004–2005    | 2          | 51, 52                       | 51 – prototyp, 52 – původně určen pro Zlín | [ 6 ]  |
| Česko         | Mariánské Lázně   | článek | Citelis 1A | 2006         | 5          | 53–57                        | 53, 55, 56 – s dieselagregátem             | [ 6 ]  |
| Česko         | Pardubice         | článek | Citelis 1A | 2006–2007    | 6          | 317–322                      |                                            | [ 7 ]  |
| Česko         | Plzeň             | článek | Citybus    | 2004–2005    | 7          | 497–503                      | 497, 498, 502, 503 – s dieselagregátem     | [ 8 ]  |
| Česko         | Plzeň             | článek | Citelis 1A | 2006–2007    | 7          | 504–506, 508–510, 512        | všechny s dieselagregátem                  | [ 8 ]  |
| Česko         | Plzeň             | článek | Citelis 1B | 2006–2009    | 9          | 507, 511, 513–519            | 507, 511 – s dieselagregátem               | [ 8 ]  |
| Česko         | Teplice           | článek | Citelis 1A | 2006–2007    | 4          | 165–168                      |                                            | [ 9 ]  |
| Česko         | Teplice           | článek | Citelis 1B | 2008         | 3          | 169–171                      |                                            | [ 9 ]  |
| Česko         | Zlín – Otrokovice | článek | Citybus    | 2004–2005    | 12         | 201–212                      | všechny s dieselagregátem                  | [ 10 ] |
| Česko         | Zlín – Otrokovice | článek | Citelis 1A | 2006         | 2          | 213, 214                     | všechny s dieselagregátem                  | [ 10 ] |
| Česko         | Zlín – Otrokovice | článek | Citelis 1B | 2013–2014    | 6          | 215–220                      | všechny s dieselagregátem                  | [ 10 ] |
| Lotyšsko      | Riga              | článek | Citelis 1B | 2007–2009    | 150        | 1-8001–2-8598, 2-9004–1-9890 | 2-9004–1-9890 – s dieselagregátem          | [ 11 ] |
| Rumunsko      | Temešvár          | článek | Citelis 1B | 2008         | 50         | 3001–3050                    |                                            | [ 12 ] |
| Slovensko     | Prešov            | článek | Citelis 1A | 2006–2007    | 5          | 701–703, 705, 706            |                                            | [ 13 ] |
| Slovensko     | Prešov            | článek | Citelis 1B | 2008         | 2          | 711, 712                     |                                            | [ 13 ] |
| Uzbekistán    | Urgenč            | článek | Citelis 1B | 2013         | 9          | 010–018                      |                                            | [ 14 ] |